# Heinz Ritter (Politiker, April 1924)
Heinz Ritter (* 10. April 1924 in Klein-Schildern, Kreis Liegnitz) ist ein deutscher Berufsschullehrer und ehemaliger Politiker der DDR-Blockpartei Liberal-Demokratische Partei Deutschlands (LDPD).

## Leben
Ritter stammt aus einer Bauernfamilie. Nach dem Besuch der Volks-, Berufs- und Handelsschule nahm er 1938 eine dreijährige Lehre zum Bäcker auf. 1941 erfolgte seine Einberufung zum Wehrdienst bei der Wehrmacht. Nach Ende des Krieges war er ab 1945 zunächst als Landarbeiter tätig. Von 1947 bis 1948 studierte Ritter am Institut für Berufsschullehrerausbildung der Universität Leipzig. Danach arbeitete er als Lehrer an der Zentralberufsschule in Magdeburg.

## Politik
Ritter trat der in der Sowjetischen Besatzungszone neugegründeten LDPD bei und war von 1946 bis 1947 Ortsgruppenvorsitzender der LDPD im Ortsteil Pausitz von Riesa. Bei den Wahlen zur Volkskammer der DDR war Ritter Kandidat der Nationalen Front der DDR und von 1954 bis 1967 Mitglied der LDPD-Fraktion in der Volkskammer.